# The Way of All Flesh
The Way of All Flesh (en català, El destí de la carn) és una pel·lícula de 1927 dirigida per Victor Fleming, amb un guió de Lajos Biró, Jules Furthman, Julian Johnson i Ernest Maas a partir d'una història de Perley Poore Sheehan. La pel·lícula no està relacionada amb la novel·la de Samuel Butler The Way of All Flesh. La pel·lícula és un melodrama protagonitzat per Emil Jannings, Belle Bennett i Phyllis Haver. Jannings va guanyar el primer Oscar al millor actor per les seves actuacions en aquesta pel·lícula i en The Last Command (L'última ordre); fou la primera i única edició en què es van lliurar premis Oscar a partir de múltiples actuacions.
No existeix en l'actualitat cap còpia registrada del film. Això representa que Jannings és l'únic guanyador d'un Oscar del qual no es té una còpia de la pel·lícula en cap arxiu. També és l'única pel·lícula de Victor Fleming desapareguda.
Existeix un "remake" del 1940, amb Akim Tamiroff, Gladys George, i William Henry.

## Argument
La història arrenca als inicis del segle xx. August Schiller (Jannings) és un empleat de banca de Milwaukee que viu content amb la seva feina i la seva família. Els responsables del banc li demanen que transporti $1000 en valors a Chicago; en el viatge en tren, coneix una seductora rossa que descobreix el que transporta. Ella coqueteja amb ell, el convenç perquè li compri una ampolla de xampany i el porta a un bar dirigit per un estafador. L'endemà al matí es desperta sol en una habitació en ruïnes, sense els valors. Schiller troba la dona i després de pregar-li que li torni els diners, la intimida perquè li doni els valors robats. Però és colpejat fins a quedar inconscient pel propietari del saló i l'arrossega fins a les vies del tren properes.
Mentre el lladre li roba tot el que podria conduir a la seva identificació, Schiller recupera la consciència. En la lluita, el lladre és llançat dins la trajectòria d'un tren que s'aproximava i mor atropellat. Schiller fuig i en la desesperació està a punt d'acabar amb la seva pròpia vida. Llavors descobreix en un diari que, suposadament, està mort, ja que han identificat el cos destrossat del lladre amb els seus documents com el seu propi. El temps passa i la història es reprèn vint anys més tard. Schiller ha envellit i apareix molt descuidat, treballant com recollidor d'escombraries en un parc. Un dia veu a la seva antiga família anar a un cementiri per dipositar una ofrena floral a la seva tomba. Per Nadal, quan cau una tempesta de neu, Schiller recorre el camí a la seva antiga casa i pot veure el seu fill, al que havia ensenyat a tocar el violí, i que ara és un músic reconegut. Finalment, s'allunya portant a la butxaca un dòlar que el seu fill li ha donat, sense arribar a reconèixer que el vell rodamón era el seu pare.

## Repartiment
- Emil Jannings - August Schilling
- Belle Bennett - Mrs Schilling
- Phyllis Haver - La Temptadora
- Donald Keith - August, júnior
- Fred Kohler - The Tough
- Philippe De Lacy - August, com a nen
- Mickey McBan - Evald
- Betsy Ann Hisle - Charlotte
- Carmencita Johnson - Elizabeth
- Gordon Thorpe - Karl
- Jackie Combs - Heinrich
- Dean Harrell
- Anne Sheridan
- Nancy Drexel
- Dorothy Kitchen
- Philip Sleeman - ?

## Premis i nominacions

### Premis
- 1929: Oscar al millor actor per Emil Jannings (també per The Last Command)